# Rosie and the Originals
Rosie and the Originals est un groupe de rock américain.

## Histoire
Rosalie Méndez Hamlin, dite Rosie Hamlin, est née à Klamath Falls en Oregon le 21 juillet 1945 d'une mère mexicaine et d'un père wasp. Elle passe sa jeunesse entre Anchorage en Alaska et la Californie. À l'âge de quinze ans, elle enregistre avec ses amis son premier single à San Diego. Elle meurt le 30 mars 2017 à 71 ans.

## Membres
- Rosie Hamlin
- James Bentley
- Gene Romero
- Joe Yancho

## Discographie

### Singles
- Angel Baby (en)/Give Me Love (Highland, 1960)
- Why Did You Leave Me/Angel from Above (Highland, 1961)
- Lonely Blue Nights/We’ll Have a Chance (Brunswick, 1961)
- Lonely Blue Nights/We’ll Have a Chance (Highland, 1961) [2]
- My Darling Forever/The Time is Near (Brunswick, 1961)
- Kinda Makes You Wonder/My One and Only Love (Globe, 1962)
- You're No Good (en)/You Don’t Understand (Wax World, 1973)

### Albums
- Lonely Blue Nights (Brunswick, 1962)
- The Best of Rosie & the Originals (Ace, 1999)
- Angel Baby Revisited (Ace, 2000)